# Forever Scorned
Forever Scorned è l'album EP di debutto della band statunitense Metalcore It Dies Today.
È uscito nel 2002. È stato preparato, mixato e masterizzato nel maggio 2002 ai Watchmen Studios. È stato registrato e re-pubblicato nel 2005 con una copertina differente.

## Tracce
1. Sentiments of you 4.37
2. Bridges left burning 4.08
3. The requiem for broken hearts 5.38
4. Forever scorned 3.55
5. Blood stained bed sheet burden 5.32
6. A romance by the wings of Icarus

## Formazione
- Nicholas Brooks - voce
- Chris Cappelli - chitarra solista
- Steve Lemke - chitarra ritmica
- Seth Thompson - basso
- Nick Mirusso - batteria